# Paolo Tagliavento
Paolo Tagliavento (Terni, 1972. szeptember 19. –) olasz nemzetközi labdarúgó-játékvezető. Polgári foglalkozása fodrász-szalon tulajdonos.

## Pályafutása

### Nemzeti játékvezetés
Ellenőreinek, sportvezetőinek javaslatára lett Seria B – vezetett mérkőzéseinek száma: 14 – 2004. május 16-án debütált a Seria A játékvezetőjeként.

#### Nemzeti kupamérkőzések
Vezetett Kupa-döntők száma: 1.

##### Régió Kupa
2007-ben az amatőr-kupadöntőt irányította.

### Nemzetközi játékvezetés
Az Olasz labdarúgó-szövetség Játékvezető Bizottsága (JB) 2007-ben terjesztette fel nemzetközi játékvezetőnek, a Nemzetközi Labdarúgó-szövetség (FIFA) bíróinak keretébe. Több nemzetek közötti válogatott és klubmérkőzést vezetett. UEFA besorolás szerint 2011-től az „elit” kategóriába tevékenykedik. Az olasz nemzetközi játékvezetők rangsorában, a világbajnokság-Európa-bajnokság sorrendjében többedmagával a 22. helyet foglalja el 5 találkozó szolgálatával (2011).

#### Világbajnokság
A világbajnoki döntőhöz vezető úton Dél-Afrikába a XIX., a 2010-es labdarúgó-világbajnokságra a FIFA JB bíróként alkalmazta.
| Időpont              | Helyszín                    | Mérkőzés típusa           | Mérkőzés           | Eredmény | Nézők száma |
| -------------------- | --------------------------- | ------------------------- | ------------------ | -------- | ----------- |
| 2008. szeptember 10. | Városi Stadion, Marijampole | előselejtező (7. csoport) | Litváni–Ausztria   | 2 : 0    | 4 500       |
| 2009. június 6.      | Nemzeti Stadion, Skopje     | előselejtező (9. csoport) | Macedónia–Norvégia | 0 : 0    | 7 000       |

#### Európa-bajnokság
2011-ben Dánia rendezte az U21-es labdarúgó-Európa-bajnokságot, ahol az UEFA JB bírói szolgálatra alkalmazta. 
| Időpont          | Helyszín                 | Mérkőzés típusa        | Mérkőzés               | Eredmény | Nézők száma |
| ---------------- | ------------------------ | ---------------------- | ---------------------- | -------- | ----------- |
| 2011. június 14. | Városi Stadion, Aarhus   | selejtező (A. csoport) | Dánia–Fehéroroszország | 2 : 1    | 18 152      |
| 2011. június 19. | Központi Stadion, Viborg | selejtező (B. csoport) | Anglia–Csehország      | 1 : 2    | 5 262       |
| 2011. június 25. | Városi Stadion, Aarhus   | döntő                  | Svájc–Spanyolország    | 0 : 3    | 16 110      |

Az európai-labdarúgó torna döntőjéhez vezető úton Ukrajnába és Lengyelországba a XIV., a 2012-es labdarúgó-Európa-bajnokságra az UEFA JB játékvezetőként foglalkoztatta.
| Időpont             | Helyszín                                  | Mérkőzés típusa           | Mérkőzés                 | Eredmény | Nézők száma |
| ------------------- | ----------------------------------------- | ------------------------- | ------------------------ | -------- | ----------- |
| 2011. március 26.   | Boris Paichadze Nemzeti Stadion, Tbiliszi | előselejtező (F. csoport) | Grúzia–Horvátország      | 1 : 0    | 54 500      |
| 2011. szeptember 2. | AufSchalke Stadion, Gelsenkirchen         | előselejtező (A. csoport) | Németország–Ausztria     | 6 : 2    | 53 313      |
| 2011. október 7.    | Letná Stadion, Prága                      | előselejtező (I. csoport) | Csehország–Spanyolország | 0 : 2    | 17 873      |